# Nannocyrtopogon tolandi
Nannocyrtopogon tolandi là một loài ruồi trong họ Asilidae. Nannocyrtopogon tolandi được Wilcox & Martin miêu tả năm 1957. Loài này phân bố ở vùng Tân Bắc giới.